# Vita Annonis Minor

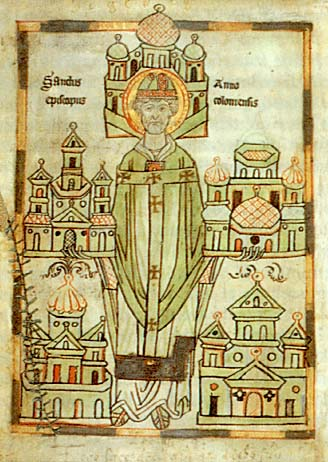
Annon II avec des modèles de monastères et de collégiales qu'il a fondés ou érigés

La Vita Annonis Minor est une biographie de saint Annon (archevêque de Cologne). Le manuscrit a été composé à l'Abbaye de Michaelsberg vers 1180. Outre la description de la vie au XVe siècle, il rapporte d'autres vies légendaires de saints écrites au XVe siècle.

## Histoire
Il entre plus tard en possession du monastère de Grafschaft. La date est controversée. Certains auteurs la situent vers 1186, tandis que d'autres considèrent qu'il est plus probable que le manuscrit n'y arrive qu'en 1374, en même temps que les ossements de saint Annon. Il est mentionné pour la première fois au milieu du XVIIe siècle dans une liste des manuscrits présents au monastère de Grafschaft, établie par le prêtre et historien de Cologne Aegidius Gelenius. Après la sécularisation et l'attribution du duché de Westphalie à la Hesse-Darmstadt, le Vita Annonis Minor est déposé en 1804 à la bibliothèque de Louis Ier de Hesse à Darmstadt. Il se trouve aujourd'hui à la bibliothèque universitaire de Darmstadt.

## Description
Le manuscrit en parchemin fait 19 × 14 cm. Il comprend 68 feuilles. Sur la première feuille est représentée une statue de saint Annon avec l'inscription Sanctus Anno episcopus coloniensis. L’archevêque est entouré de cinq églises. Ce sont probablement les monastères et les collégiales fondés ou édifiés par Annon : Sainte-Marie-aux-Degrés et Saint-Georges à Cologne, Grafschaft, Saalfeld et Siegburg.

## Contenu
Le Vita Annonis Minor est le plus récent de deux manuscrits similaires. Ceux-ci ainsi que l'Annolied (le Chant de saint Annon) devaient faciliter la canonisation de l'évêque (mort en 1075) et servir de preuves durant la procédure.
Au XVe siècle, d'autres légendes de saints furent ajoutées sur des pages vierges du manuscrit, dont celles de sainte Félicité et de ses fils et des saints martyrs Guy, Modeste et Crescence.